# Антіох з Аскалону
Антіох з Аскалону (грец. Άντίοχος ὁ Ἀσκαλώνιος; бл.130-68 до н. е.) — давньогрецький філософ. Іноді його називають схолархом четвертої платоновської Академії.

## Біографія
Народивсяу палестинському місті Аскалон. Дитинство та юність пройшли в рідному місті. Щоб завершити освіту приблизно у 110 році до н. е. вирушив до Афін, де вступив до платановської Академії. Вчителем Антіоха був філософ Мнесарх, а головою Академії у той час був Філон з Лариси.
Пізніше, у зв'язку з наступом Мітрідата VI Евпатора, був вимушений разом з іншими філософами залишити Афіни. Згодом Антіох став читати лекції у Римі. Лукулл, високо оцінювавший Антіоха, став його другом. Як писав Плутарх: «Лукулл доклав чимало зусиль, щоб зробити Антіоха своїм другом і постійним співтрапезником, і виставляв його на бій проти послідовників Філона». Разом з Лукуллом Антіох відвідав Александрію. Повернувшись до Афін, Антіох створив свою власну школу в протилежність Академії Філона. Помер Антіох у 68 році до н. е., скоріш за все, під час військового походу Лукулла до Сирії.
Догий час Антіох був прихильником Нової Академії, але потім повернув Академію від скептицизма Аркесілая та Карнеада до вчення Старої Академії. Основним положенням напрямку, який розвивав Антіох, була теза про єдність академічного та перипатетичних вчень. Також філософ висловив декілька переконливих аргументів проти скептицизму. Учнями Антіоха були Цицерон, який відвідував лекції в Афінах в 79-78 роках до н. е., та Марк Теренцій Варрон. Джон Діллон відмічає, що «задяки Варрону вплив Антіоха згодом поширився на Сенеку, а потім і на Августина». Твори Антіоха не збереглися, відомі лише назви: «Каноніка» та «Про богів».
У Антіоха був брат Аріст, товариш Марка Юнія Брута.

## Фрагменти творів
- Luck G. Der Akademiker Antiochus. Bern; Stuttgart, 1953.
- Mette H.J. Philon von Larissa und Antiochos von Askalon // Lustrum 28-29, 1986—1987.P.25-63.
- Учение древних философов, изложенное Цицероном по Антиоху Аскалонскому (Cic.Academica lib.13-43, lib II 11, 12, 16, 17). Переклад А. Е. Кузнецова // Учебники платоновской философии. М.; Томск,1995. С. 147—158.